# Christian Kalkbrenner
Christian Kalkbrenner, född den 22 september 1755 i Münden, död den 10 augusti 1806 i Paris, var en tysk musiker. Han var far till Friedrich Kalkbrenner. 
Kalkbrenner blev 1788 kapellmästare hos drottningen av Preussen, 1790 hos prins Henrik av Preussen och 1802 körrepetitör vid Stora operan i Paris. Han blev 1790 utländsk ledamot av Kungliga Musikaliska Akademien. Hans kompositioner består av sånger, pianosaker och operor, varjämte han skrev en musikhistoria (Histoire de la musique, 1802; ofullbordad) och en Theorie der Tonsetzkunst (1789).